# Austrosaropogon barbula
Austrosaropogon barbula là một loài ruồi trong họ Asilidae. Austrosaropogon barbula được Daniels miêu tả năm 1991. Loài này phân bố ở miền Australasia.